# معركة جالديران
معركة جالديران هي معركة وقعت في 23 أغسطس 1514 م في جالديران بين قوات الدولة العثمانية بقيادة السلطان سليم ياووز الأول ضد قوات الدولة الصفوية بقيادة إسماعيل الأول. انتهت بانتصار القوات العثمانية واحتلالها مدينة تبريز عاصمة الدولة الصفوية، وأدت إلى وقف التوسع الصفوي لمدة قرن من الزمان وجعلت العثمانيين سادة الموقف، وأنهت ثورات العلويين داخل الإمبراطورية. وترتب على المعركة بالإضافة إلى الاستيلاء على تبريز، سيطرة السلطان العثماني على مناطق من عراق العجم وأذربيجان ومناطق الأكراد وشمال عراق العرب، ثم توجهه صوب الشام حيث أكمل انتصاراته على المماليك حلفاء الصفويين بمعركة مرج دابق.
كانت كفة المعركة منذ البداية لصالح الجيش العثماني فقد كانوا أكثر عددا وأفضل تسليحا من الصفويين، وقد أصيب الشاه إسماعيل حتى كاد أن يقضى عليه لولا فراره من المعركة تاركا كل ما يملكه لقمة سائغة لسليم وجنده، كما وقعت زوجته في أسر القوات العثمانية ولم يقبل السلطان أن يردها لزوجها بل زوجها لأحد كاتبي يده انتقاما من الشاه.

## البداية
حينما فرض الشاه إسماعيل المذهب الشيعي على شعبه، وأعلنه مذهبًا رسميًّا للدولة في إيران، كانت ردود الفعل عنيفة خاصة وأن كثيرًا من سكان المدن الرئيسة في إيران مثل تبريز كانوا سنة. فقام باستمالة قبائل القزلباش التركية علوية المذهب إلى جانبه مما جعلهم عماد جيشه، وهي كانت بالأساس متذمرة من التدابير المالية والإدارية العثمانية بل وهيأت السبيل لحدوث اضطرابات كبيرة في الأناضول مما جعله يعتمد عليهم للقضاء على معارضيه جميعا وفرض المذهب الشيعي بالقوة، فقضى على دولة آق قويونلو وقد كانت تشكل حاجزا بينه وبين العثمانيين. فباتت الدويلات الكردية والقبائل التركية في جبال طوروس الصغرى، والأقليات المسيحية في أرمينية كلها من ممتلكات الشاه حسب ادعائهم. حتى احتل بغداد عام 1508 م فهدم ما كان فيها من قبور أئمة سنة وذبح جماعة من علمائهم، فسرت شائعة في البلاد التركية بأن مذبحة عظيمة أصابت السنة ببغداد على يد الصفويين. ==
في هذه الفترة اتسمت العلاقات بين الصفويين والعثمانيين بالفتور، فمنذ بداية تسلم السلطان سليم الحكم وصله سفراء البندقية والمجر ومصر وروسية لتقديم التهاني له، وأبرم معهم جميعا هدنة لمدد طويلة ولم يصله سفير من إيران، فأدرك الجميع في هذا الوقت بالذات أن الحرب ستقع بين سليم وخصمه الشاه إسماعيل. وكان سليم الأول ينظر بعين الارتياب إلى تحركات الصفويين، لا سيما بعد إرسال الشاه إسماعيل وفدا ضخما إلى قانصوه الغوري سلطان مصر ضم 200 عبد لإبلاغه عن تلك الحرب المتوقعة ودعوته للتحالف معه ضد السلطان سليم، بين له إنه إن لم يتفقا حاربت الدولة العثمانية كلا منهما على حدة وقهرته وسلبت أملاكه، فعزم على مهاجمة خصمه الصفوي وتسديد ضربة قوية قبل أن يستعد للنزال. لذلك أرسل هو الآخر وفدا إلى المماليك دعاهم إلى التحالف، لكن بعد مباحثات طويلة آثر المماليك التزام الحياد، وإن كانوا يميلون لجانب الصفويين.

## الاستعدادات للمعركة

### الاستعداد الداخلي
بعدما فرغ السلطان سليم من مشاكله مع إخوته، وعقد الصلح مع جيرانه الأوربيين لا سيما مع المجر. أمر بحصر عدد الشيعة المنتشرين في الولايات المتاخمة لبلاد العجم بشرق الأناضول وقتلهم جميعا ويقال أن عددهم حوالي 40 ألفًا من القزلباش ردًا على مجازر الصفويين للسنة بالعراق وتبريز وأذربيجان، وحتى يقضي على أي تمرد قد يحدث مستقبلا.
ثم جمع السلطان سليم الأول رجال الحرب والعلماء والوزراء في مدينة أدرنة في (19 من المحرم 920 هـ / 16 من شهر مارس 1514 م)، وذكر لهم خطورة إسماعيل الصفوي في إيران، وأنه اعتدى على حدود الدولة العثمانية، وأنه عامل بعنصرية في دولته أهل السنة والجماعة في وسط آسيا والهند وأفغانستان ويجب الذب عن إخوانهم في تركيا والعراق ومصر. ولهذا يرى ضرورة الجهاد ضد الدولة الصفوية. ولم يجد السلطان العثماني صعوبة في إقناع الحاضرين بضرورة محاربة الصفويين، وخرج بعد 3 أيام من هذا الاجتماع على رأس جيش كبير من أدرنة إلى إسطنبول متجها إلى الأناضول الشرقي فتبريز بعد أن أوكل أمر إستانبول لابنه سليمان.

### الاستعداد الخارجي
أراد سليم منذ بداية حكمه الهدوء التام على الجبهة الغربية، وهذا الهدوء تمثل في علاقاته الدبلوماسية المستقرة مع الدول المجاورة له وهم النمسا وهنغاريا وروسيا
لم ينس السلطان سليم وهو في طريقه إلى الحرب أن يكتب إلى عبيد الله خان الأوزبك يذكره بقتل عمه شيباني، ويحثه على الانتقام من إسماعيل الصفوي، ويعلمه عن النوايا بالتحرك صد إيران، ويوصيه بمهاجمة خراسان بمجرد وصول الجيش العثماني إلى إيران، وكان هدف سليم من ذلك أن يجعل إيران بين شقي الرحى من الغرب بهجومه، ومن الشرق بهجوم عبيد الله خان على خراسان. فكان رد عبيد الله خان على سفارة السلطان بعد أشهر بسفارة أخرى، يعلمه بالموافقة وأنه انتصر على القوات الصفوية في سمرقند.

## المسير إلى جالديران

مسيرة السُلطان سليم الأول إلى معركة چالديران.

تحرك السلطان سليم على رأس جيش يبلغ عديده مائة وأربعين ألف مقاتل من مدينة «أدرنة» في 22 من المحرم 920 هـ / 19 من مارس 1514 م، فسار بجيشه حتى وصل قونية في 7 من ربيع الآخر 920 هـ / 1 من يونيو 1514 م، فاستراح لمدة ثلاثة أيام، ثم واصل سيره حتى وصل أرزنجان في أول جمادى الآخرة 920 هـ= 24 من يوليو 1514 م، ثم واصل المسير نحو أرضروم، فبلغها في 13 من جمادى الآخرة 920 هـ / 5 من أغسطس 1514.
وحين وصل إلى مشارف قيصرية، بعث برسوله إلى علاء الدولة ذي القادر حاكم مرعش والبستان، طالبا منه المساهمة في حرب الصفويين، لكن علاء الدولة اختلق الأعذار في عدم المجيء إليه، متعللا بكبر سنه وإنه لا يستطيع القيام بأي مجهود لكونه تحت الحماية المملوكية. وما إن مضى السلطان في طريقه حتى هاجم علاء الدولة ساقة الجيش بإيعاز من السلطان قانصوه الغوري‏. وبسبب ذلك ترك السلطان سليم 40 ألفا من جنده ما بين سيواس وقيصرية، للحفاظ على الأمن بالأناضول من أي اختراق قد يحصل من أي جهة من الجهات التي تنافسه، ولحماية مؤخرة الجيش من أنصار الشاه وقوات ذي القادر، مع ذلك فالسلطان لم ينس فعلة ذي القادر فانتقم منه عند عودته.

### مراسلات السلطان
قبل وصوله لجالديران أرسل السلطان إلى قانصوه الغوري رسالة فيها تهديد مبطن يخبره بأن الدولة الصفوية غدت قاب قوسين أو أدنى من الزوال.

وقد تبادل مع الشاه إسماعيل عدة رسائل. ففي 23 محرم 920 هـ الموافق 19 مارس 1514 م أرسل رسالة بالفارسية من إسكدار مع من يدعى قليج بعد أن تحرك قاصدا بلاد فارس، ثم أرسل رسالة أخرى بالفارسية من إزميد في شهر صفر 920 هـ إلى الشاه مفادها:
| معركة جالديران | ...إن علماءنا ورجال القانون قد حكموا عليك بالقصاص يا إسماعيل، بصفتك مرتدا، وأوجبوا على كل مسلم حقيقي أن يدافع عن دينه، وأن يحطم الهراطقة في شخصك، أنت وأتباعك البلهاء, ولكن قبل أن تبدأ الحرب معكم فإننا ندعوكم لحظيرة الدين الصحيح قبل أن نشهر سيوفنا وزيادة على ذلك فإنه يجب عليك أن تتخلى عن الأقاليم التي اغتصبتها منا اغتصابا، ونحن حينئذ على استعداد لتأمين سلامتك... | معركة جالديران |

وأرسل مع رسالته خرقة ومسبحة وكشكولا وعصا رمز فرق الدراويش يذكره بأصله، فكان رد إسماعيل شاه على هذا الخطاب بأن أرسل إليه هدية عبارة عن علبة من الذهب مليئة بالأفيون قائلا: أعتقد أن هذا الخطاب كتب تحت تأثير المخدر.
وجاء في خطاب آخر أرسله يقول فيه:
| معركة جالديران | ... أنا زعيم وسلطان آل عثمان، أنا سيد فرسان هذا الزمان، أنا الجامع بين شجاعة وبأس افريدون الحائز لعز الإسكندر، والمتصف بعدل كسرى، أنا كاسر الأصنام ومبيد أعداء الإسلام، أنا خوف الظالمين وفزع الجبارين المتكبرين، أنا الذي تذل أمامه الملوك المتصفون بالكبر والجبروت، وتتحكم لدى قوتي صوالج العزة والعظموت، أنا الملك الهمام السلطان سليم خان ابن السلطان الأعظم بايزيد خان، أتنازل بتوجيه إليك أيها الأمير إسماعيل، يا زعيم الجنود الفارسية... ولما كنت مسلما من خاصة المسلمين وسلطانا لجماعة المؤمنين السنيين الموحدين... وإذ أفتى العلماء والفقهاء الذين بين ظهرانينا بوجوب قتلك ومقاتلة قومك فقد حق علينا أن ننشط لحربك ونخلص الناس من شرك.. | معركة جالديران |

مع ذلك لم يبد إسماعيل الصفوي حماسا للمعركة بسبب التفوق العددي، وحاول أن يتجنب ملاقاة العثمانيين فأرسل إليه بطلب الهدنة وتجديد علاقات السلم والصداقة بين الدولتين، فلم يقبل سليم وقتل الرسول وأرسل إليه برسالة إعلان الحرب بشكل رسمي يقول فيها وباللغة التركية:
| معركة جالديران | إن كنت رجلا فلاقني في الميدان، ولن نمل انتظارك. | معركة جالديران |

وأرفقها بمجموعة من الألبسة النسائية والعطور وأدوات الزينة وذلك استهزاء بشخص الشاه لتهربه وتقاعسه من المسير إليه ويستعجله بالحرب‏، وهو ما حدا بالشاه إسماعيل بقبول التحدي وواعده بجالديران قائلا له:
| معركة جالديران | وأنا أيضا أعد العدة للحرب. | معركة جالديران |

وبدأت حرب استطلاع بين الطرفين، وبدأ سليم بالتحرك وعسكر في صحراء ياس جمن على مقربة من جالديران، ووصلته الأنباء التي أتت بها عيونه وجواسيسه تقول: إن الشاه إسماعيل الصفوي لا ينوي القتال وإنه يؤخره إلى أن يحل الشتاء كي يهلك العثمانيون بردا وجوعا.

## المعركة
أسرع السلطان سليم بالمسير إلى جالديران بعدما علم أن الشاه على وشك الوصول إليها، وقد وصلها في أغسطس 1514 م واحتل المواقع الهامة بها واعتلى الأماكن الهضبية فيها، مما مكنه من السيطرة على مجرى المعركة بعد ذلك.
في صبيحة يوم الأربعاء 2 رجب 920 هـ / الموافق 23 أغسطس 1514 م، كان الطرفان قد أعدا العدة للحرب واصطفا استعدادا لبدء المعركة. وما إن أعلنت ساعة البدء حتى هدرت المدافع العثمانية وتعالت أصوات الجند من كلا الفريقين. وبعد معركة حامية الوطيس، انتصر العثمانيون بمساعدة الطوبجية (رماة البنادق)، وانكسر جيش القزلباش وسقط أقوى قادته محمد خان استاجلو صريعا في أرض المعركة ووقع الكثير من قادته بالأسر، وأسرت أيضا إحدى زوجاته وتسمى تاجلو خانم، فلم يقبل السلطان أن يردها لزوجها بل زوجها لأحد كتابه تشفيًا بالشاه، وأما الشاه فقد جرح في ذراعه وفر من المعركة متجها صوب تبريز بعد أن أنقذه أحد ضباطه ويدعى ميرزا سلطان علي من الأسر، مما حدا السلطان بأمر قائده أحمد باشا دوقاقين أوغلو بتعقب الشاه، الأمر الذي جعله يترك تبريز ويلوذ بخوي. أما من وقع بالأسر من قوات الشاه إسماعيل، فقد أمر السلطان بإعدامهم جميعا، وأن يصنع من رؤوس القتلى هرم لينصب في ساحة المعركة.
وذكر الدكتور حسن كريم الجاف بأن المقاتلين الأكراد كان لهم دورا مهما في المعركة، وذلك بأن جمعا منهم قد تركوا صفوف الجيش الصفوي وانحازوا إلى العثمانيين بسبب الظلم الذي وقع عليهم على يد قوات القزلباش بسبب انتمائهم للمذهب السني، وقد كافئ السلطان سليم بعد المعركة الأكراد بإعطائهم الحكم الذاتي لمناطقهم، واعترف بإماراتهم.

## ما بعد المعركة

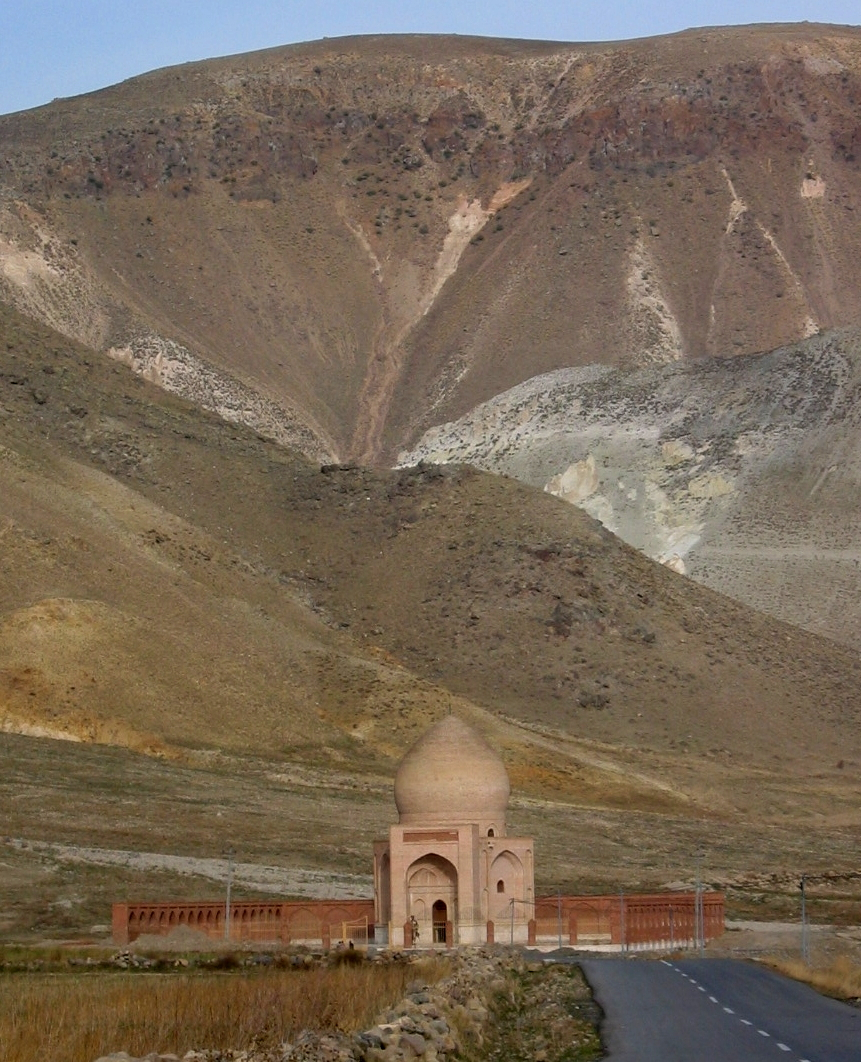
النصب التذكاري لمعركة جالديران وقد بني على حافة أرض المعركة الصورة بتاريخ 2003

دخل السلطان سليم مدينة تبريز بتاريخ 16 رجب 920 هـ واستولى على خزائن الشاه، ولكنه لم يستطع التقدم أكثر من ذلك، فقد لقي معارضة شديدة من أمراء جيشه، وكان المحرض الأول لهم قاضي عسكر الانكشارية جعفر چلبي، الذي أعدمه السلطان بعد رجوعه إلى الأستانة، وأعدم معه قواد الجيش الذين كانوا سببا في عدم تقدم الجيش ضد الصفويين، ليكونوا عبرة لمن بعدهم. ورغم ذلك فقد كانت الظروف غير مواتية بسبب قلة المؤن لديه، وخلو تبريز من الأطعمة لجيشه الضخم حيث أحرق جنود القزلباش المنسحبين من المعركة وبأمر من الشاه إسماعيل جميع المؤن والأرزاق والمحاصيل الزراعية في تبريز وضواحيها، ثم حلول فصل الشتاء عليهم، وعدم وجود الألبسة الملائمة لجنده لهذا الفصل. وكذلك أثرت الغارات الليلية التي كان يشنها جنود القزلباش على القوات العثمانية، ودخولهم تبريز لخطف وقتل الجنود العثمانيين، لذلك فقد قرر إخلاء المدينة بعد اسبوع فقط من احتلالها ناقلا معه آلافا من أبرز تجارها وحرفييها وعلمائها إلى الأستانة. وكانت تلك عادتهم وعادة المغول من قبلهم في كل بلدة يحتلونها.
وقد أرسل الشاه إسماعيل وفدا من حاشيته إلى أماسية حيث يقيم السلطان وحملهم الهدايا النفيسة وكلفهم بعقد اتفاق صلح مع السلطان شريطة ان يتم الإفراج عن زوجته الأسيرة بهروزة خانم إلا أن السلطان رد باعتقال الوفد وتزويج بهروزة خانم من أحد رجاله.

### التوسع ما بعد جالديران
وترتب على انتصار سليم الأول أن نهض رؤساء كردستان -وكانوا من السنة- لمساندة العثمانيين وأعلنوا ولاءهم له، ولم يمض وقت طويل حتى انضمت 23 مدينة للحكم العثماني، على الرغم من الاستحكامات العسكرية التي أقامها الصفويون بها، فعقد السلطان معهم اتفاقية صداقة وتحالف وذلك بفضل جهود الشيخ إدريس البدليسي‏ والذي نصبه السلطان كمفوض للإدارة الأهلية بتلك الأقاليم كمكافأة لما قدمه من خدمات للسلطنة.
توسع العثمانيون فضموا إليهم أرمينيا وسائر مدن كردستان من ديار بكر وماردين والموصل وسنجار وحصن كيفا والعمادية وجزيرة ابن عمر، حتى أصبح الجزء الأكبر من مناطق الأكراد سواء بالعراق أو بإيران في يد العثمانيين، وأصبح الصفويون وجها لوجه مع العثمانيين، فبات من الصعب عليهم التوسع على حساب العثمانيين.

## آثار المعركة

### على العثمانيين
- مكنت تلك المعركة العثمانيين من التحكم بالطرق الرئيسية الإستراتيجية من الأناضول عبر القوقاز وسوريا وإيران،[46] كما مكنتهم من تنظيم خطوط الدفاع والهجوم لتلك المناطق، وكذلك السيطرة على طرق التجارة العالمية وخاصة الحرير الفارسي من تبريز إلى حلب وبورصة وهو ما در عليهم دخلا مهما من المكوس المفروضة من تلك التجارة، وأخيرا فبسيطرته على المصدر الرئيسي لتجارة الرقيق في القوقاز أمكنه أن يضغط على المماليك من عدة اتجاهات خلال تلك الفترة المهمة.[47]
- أدت معركة جالديران إلى تغيير الإستراتيجية التوسعية العثمانية، فبعدما كان اهتمامهم منصبا أساسا على أوروبا الشرقية اتجهوا نحو الاهتمام بالمشرق العربي وشمال أفريقيا. وكان من نتائج ذلك أن ضموا البلدان العربية الواحدة تلك الأخرى، في حين ضعف توسعهم في أوروبا.

### على الصفويين
- أدت معركة جالديران إلى اهتزاز صورة الشاه بالعراق مما أدى لانضمامها لاحقا للعثمانيين.[48]
- وأدى أيضا انسحاب السلطان سليم القسري من تبريز إلى أن يستمر الشاه قويا داخل إيران. فقد استطاع الشاه أن يُلملم قواته، وأن يقوم ببعض المناوشات الخفيفة إبان انشغال السلطان في الشام ومصر.[49]
- كان لسياسة الخنق الاقتصادي التي مارسها السلطان سليم ضد الصفويين أن جعلت الشاه يبحث عن حليف قوي، وقد توفر ذلك مع البرتغاليين النشطين بالبحار، فعقد معهم معاهدة عوضته خسارة بعض النقاط الإستراتيجية التي أخذها العثمانيون.[50]